# Keevil
Keevil è un villaggio e una parrocchia civile che si trova a circa 6 km a est del centro di Trowbridge e a una distanza simile a sud di Melksham nella contea del Wiltshire nel Sud Ovest dell'Inghilterra, Regno Unito. 

## Geografia

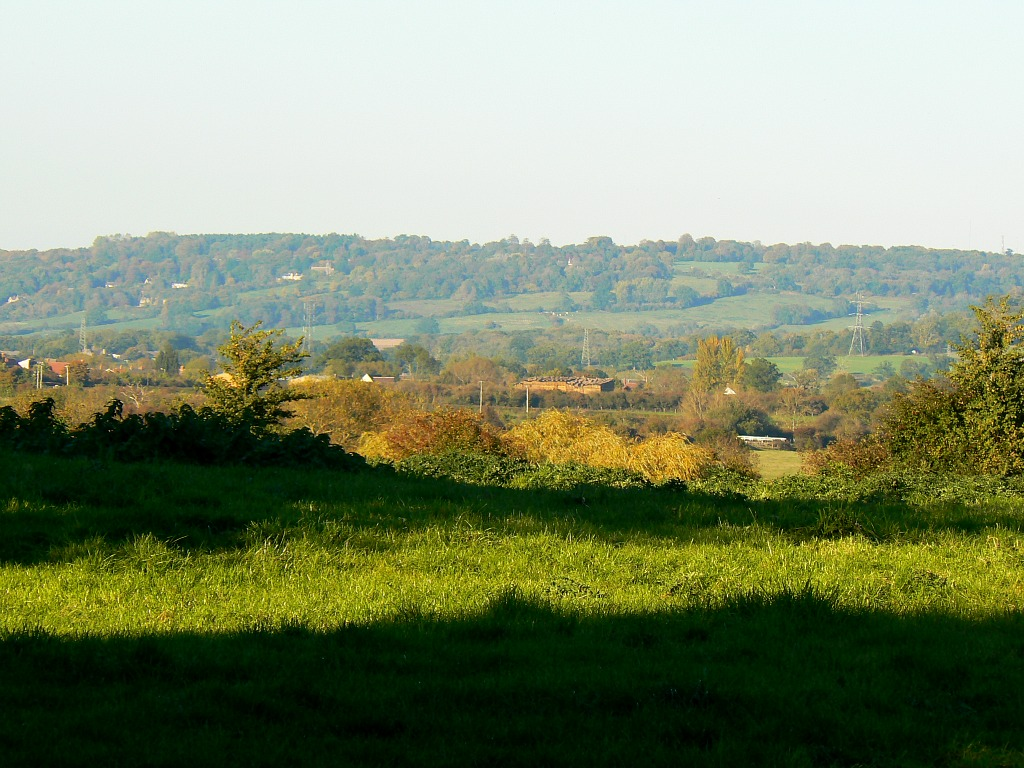
Campo vicino a Great Hinton nel territorio di Keevil

Il territorio della parrocchia civile di Keevil occupa una superficie di 8.465 km² con un livello medio sul mare di circa 55 metri. Il villaggio sorge su un pendio tra Great Hinton e Bulkington. Il ruscello Semington costituisce gran parte del confine nord-orientale della parrocchia.Nell'estremo nord si trova il borgo di The Strand. La piccola parrocchia civile è nel cuore del Wiltshire, situata a poco meno di sei miglia a est di Trowbridge, due miglia a nord-est di Steeple Ashton e tre miglia a sud-est di Semington. Un tempo la parrocchia era maggiormente estesa ma fu ridotta negli anni ottanta del XIX secolo quando a Bulkington, una comunità nella parte orientale, fu concesso lo status di parrocchia civile. I confini che definiscono la parrocchia non seguono le linee dei fiumi, come spesso accade. I suoi confini occidentali corrono molto vicini a Great Hinton e Steeple Ashton, e il villaggio di Keevil si trova proprio al centro della parrocchia, mentre i confini orientali si avvicinano al piccolo villaggio di Bulkington. Keevil sorge su un terreno argilloso ed è generalmente pianeggiante. Il Semington Brook è il corso d'acqua principale che attraversa il territorio.

## Storia

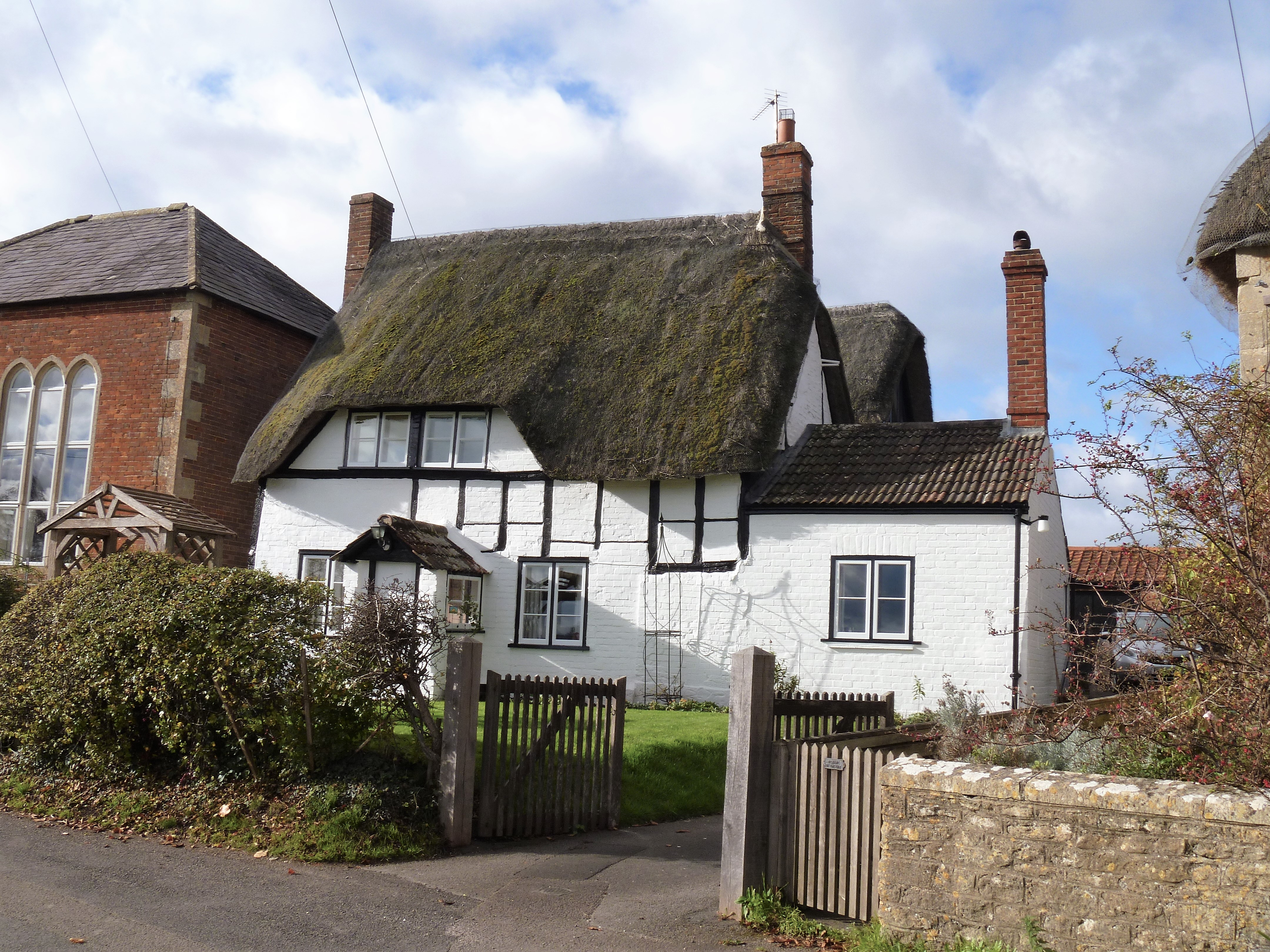
Tipica abitazione locale con tetto di paglia

Vi sono evidenze di insediamenti riconducibili all'epoca della dominazione romana poiché all'inizio del XX secolo vennero rinvenute diverse monete romane a Henley's Field. Nel 1998 inoltre, nel giardino del numero 73 di Main Street, furono rinvenute alcune pietre tardo-sassoni o del primo periodo normanno. La prima menzione storica e documentata di Keevil si trova in uno scritto anglosassone del 964 che si riferisce a "Kefle", presumibilmente Keevil. Keevil è menzionata nel Domesday Survey del 1086 e negli anni successivi viene citato in un'impressionante varietà di grafie del nome. Nel 1086 era conosciuta come Chivele e negli anni successivi fu registrata anche come Kivele, Cyvel e Kyvelee. Si ritiene che il nome derivi dalla lingua cornica. "Chi" deriva dalla parola cornica "chy", che significa campo. "Vele" deriva dal cornico "wele", che significa casa o villa, quindi "Chivele" indicherebbe una fattoria di liberi proprietari terrieri. Si dice che il maniero di Keevil prima della Conquista fosse di proprietà di Brixi, ma dopo il 1066 fu concesso a Ernulf di Hesdin, che ne era ancora proprietario nel 1086. A quel tempo la popolazione del maniero doveva essere compresa tra 160 e 190 persone e c'erano ampi spazi di prati, pascoli e boschi, oltre ai campi comuni. Il maniero passò a un terzo Ernulf nel 1141, ma entro il 1160 passò alla famiglia Fitz-Alan. Questa famiglia divenne la famiglia Fitz-Alan e poi conti di Arundel quando John Fitzalan sposò, nel 1217, Isabel, coerede di Hugh, conte di Arundel. Keevil appartenne a questa famiglia fino a quando Henry, conte di Arundel, la vendette nel 1560 a Richard Lambert.
Lambert costruì Keevil Manor House tra il 1560 e il 1580. C'è una storia d'amore locale legata a questa famiglia che racconta di un certo William Beach del XVIII secolo che proibì a sua figlia Anne di sposare il curato locale, William Wainhouse. William Beach chiuse la figlia nella sua camera da letto per due anni, sperando che cambiasse idea. Dopo averla liberata, Beach diede alla figlia un ultimatum: sposare il curato e rinunciare alla sua cospicua eredità o non rivederlo mai più e tenere il denaro. Anne scelse di sposare Wainhouse, ma morì dopo soli tre mesi di matrimonio. Al momento del Domesday Survey del 1086, nella parrocchia erano presenti due mulini, che si ritiene siano stati donati dal signore del feudo Ernulf di Hesdin alle monache dell'abbazia di Romsey nell'Hampshire. Nel 1327, i mulini vennero dichiarati in stato di degrado e annessi al maniero di Keevil. Sorgevano tra Baldham e Gayford, a est della parrocchia. Altre attività all'interno della parrocchia includono le fucine. Nel 1903 un certo Edward Moore ne aveva una in Martins Road, poi utilizzata come garage annesso alla casa. Nell'elenco del Wiltshire di Kelly del 1935 si trovano molti agricoltori, ma anche un negoziante, un fabbro e un mugnaio.
Gran parte della vita del villaggio per tutto il XX secolo è stata dedicata all'aeroporto di Keevil, formalmente RAF Keevil. Nell'ambito di un'esigenza nazionale di maggiori infrastrutture aeree, la RAF Keevil fu costruita su un sito a sud della parrocchia, e in parte nella parrocchia di Steeple Ashton, nel luglio del 1942. Dispone di tre piste in cemento ed è stato costruito principalmente dal Wates Group. Inizialmente fu utilizzato dalla Royal Air Force (RAF) e poi rapidamente trasferito all'Aeronautica Militare degli Stati Uniti, che lo conosceva come Stazione 471. Nel 1944 tornò sotto l'egida della RAF e vi giunsero gli Squadroni 196 e 299 del 38° Gruppo RAF, i cui alianti parteciparono allo sbarco in Normandia. Fino al 1949, gli equipaggi di volo si recavano regolarmente a Keevil per addestrarsi e oggi è ancora utilizzato occasionalmente dai centri di addestramento della RAF e dell'USAF, o come luogo di atterraggio temporaneo. Vi si possono vedere atterrare Hercules e Chinook. Fino al 1965, l'aeroporto era presidiato da una guardia dell'USAF, che viveva da sola in un piccolo edificio ai margini dell'aeroporto. Alla fine del XX secolo, le piste venivano utilizzate una volta all'anno come circuito motociclistico. Il Bath and Wilts Gliding Club ha avuto sede presso l'aeroporto dal 1963 al 1992 e da quel periodo ospita il Bannerdown Gliding Club, arrivato nel 1992. Nel settembre 1994, la Keevil Society organizzò una giornata commemorativa per celebrare il 50° anniversario del D-Day. I piloti che volarono da Keevil durante la guerra tornarono in visita e parteciparono a una cerimonia commemorativa nella chiesa di San Leonardo. Una serie di aerei sorvolò il villaggio per la popolazione locale e i visitatori.
Nel corso degli anni la parrocchia ha visto la nascita di numerosi club e gruppi. Uno dei più importanti è il Keevil and District Women's Institute, fondato nel 1940, ha ancora una sede nel villaggio. Fondato durante la seconda guerra mondiale, il W.I. produsse tra i suoi primi prodotti delle reti mimetiche. Nel 1941, il W.I. raccolse 100 sterline per acquistare una mitragliatrice, poiché c'era una guerra in corso. Più tardi, quello stesso anno, tornarono a un comportamento più convenzionale tipico del W.I. e formarono un coro, che divenne noto come "The Keevil Singers". Più avanti, nel XX secolo, ampliarono il numero dei membri e accolsero anche persone non iscritte al W.I. Negli anni cinquanta fu creata una sezione teatrale, che fu sciolta nel 1970. Da sempre un gruppo impegnato nella difesa dei diritti delle donne, nel 1955 una squadra di cricket composta da donne del W.I. di Keevil sconfisse una squadra composta dai loro mariti. Si ritiene che il programma di sorveglianza di quartiere di Keevil sia stato il primo nel Wiltshire. Nel 1986, James Banfield, presidente del Consiglio Parrocchiale, ebbe l'idea di avviare un programma di sorveglianza di quartiere. La parrocchia di Keevil fu divisa in 13 aree, ciascuna composta da una squadra di almeno dieci volontari. Nel gennaio del 1987 si tenne il primo incontro del gruppo a Longleaze Farm. Il Keevil Cricket Club fu fondato nell'agosto del 1949 e le partite si giocavano inizialmente in un campo vicino a Pinkney Farmhouse. Ora il club gioca in un campo a Keevil Manor, opportunamente chiamato Cricket Field, un ambiente circondato da alberi ad alto fusto. La Keevil District Horticultural Society fu fondata nel 1852. La loro prima esposizione si tenne il 22 agosto 1860 a Steeple Ashton e in seguito in diverse città e villaggi della zona. Il Keevil Flower Show ebbe un enorme successo ma cessò negli anni cinquanta.

## Monumenti e luoghi d'interesse

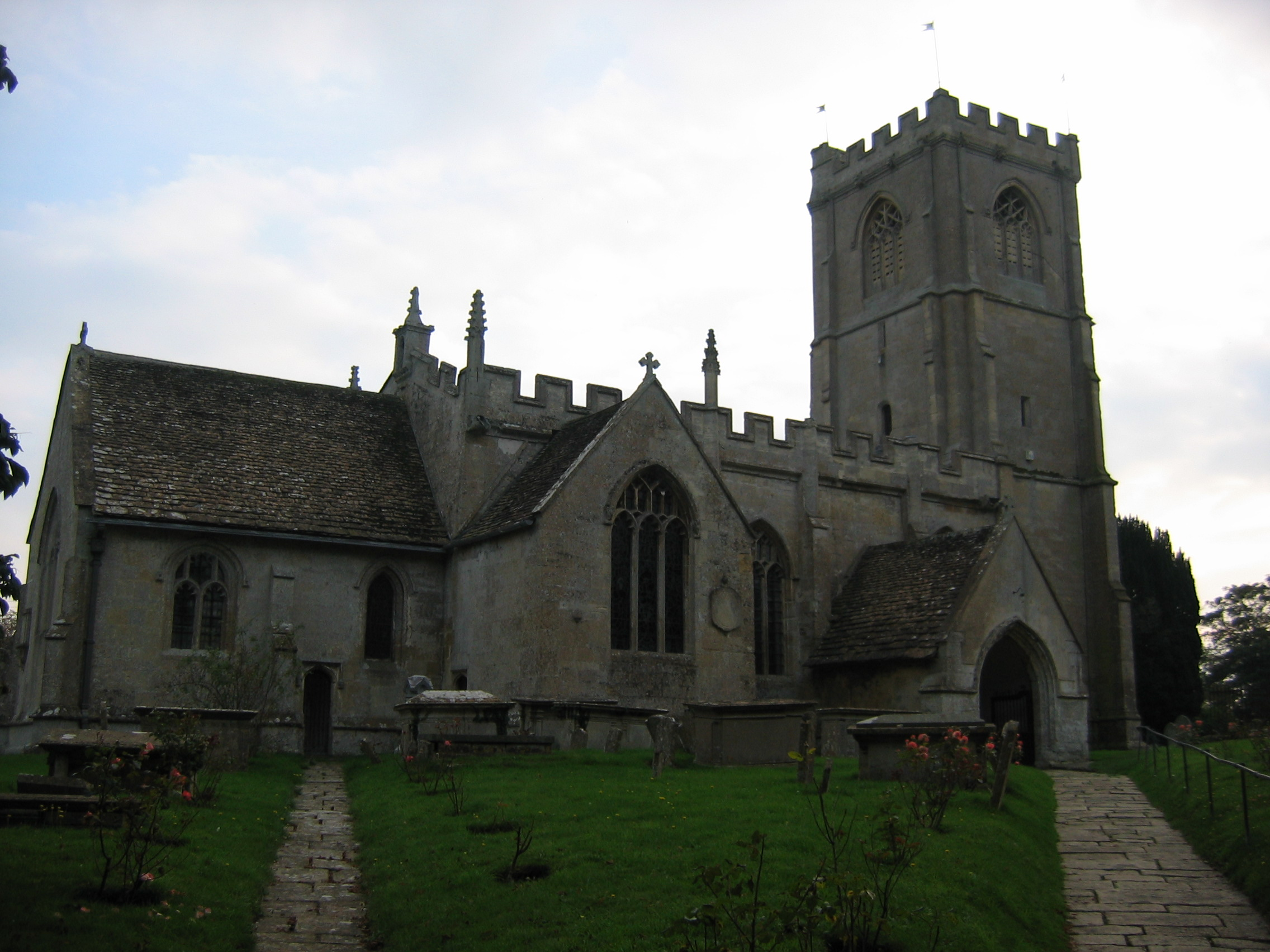
Chiesa di San Leonardo

Nel territorio di Keevil vi sono vari luoghi degni di interesse.  Molte delle case che fiancheggiano Main Street sono di secondo grado , tra cui il numero civico 7, il numero 9, Blagden House, The Old Bakery, Box Tree Cottage e Vale House. Anche l'ex chiesa metodista è di secondo grado. Esiste comunque una lunga lista di edifici che sono stati utilizzati come pub, negozi e uffici postali. Alcuni edifici hanno avuto usi multipli o consecutivi. Il Rose and Crown risale al XVIII secolo e un tempo era il pub del villaggio, ma chiuse nel 1971. Nel 1983 divenne la sede della vendita di alcolici. L'Old Bakery è un edificio che ha avuto più di una funzione: fu costruito nel 1595 e presumibilmente fu un panificio per un certo periodo. Nel 1855 apparteneva a John Grant, che vi risiedeva come droghiere, e negli anni ottanta del XIX secolo John e Martha Collett ne presero possesso. Nel 1923 l'edificio fu utilizzato come ufficio postale per diversi anni. Altri edifici che un tempo ospitavano negozi includono The Weaver's Cottage, The Old Cobblers e Beech Cottage. L'ufficio postale sembra essersi spostato in diverse zone di Keevil e i cinque locali che fungevano da ufficio postale sono Beech Cottage, Weaver's Cottage, The Old Post Office, The Old Bakery e il numero 75 di Main Street. Molti cottage all'inizio del XX secolo erano costruiti con tetti di paglia, noti per la loro tendenza a prendere fuoco. Il 13 maggio 1939 un incendio distrusse tre cottage in Martins Lane, lasciando senza casa le famiglie Bodman, Bull e Fry. Si pensa che il tetto di paglia abbia preso fuoco dopo che un pezzo di carta in fiamme ha fatto saltare il camino sulla paglia stessa.

RAF Keevil, aeroporto durante la seconda guerra mondiale, nel giugno 1944

- Chiesa di San Leonardo (in inglese Church of St Leonard). La chiesa parrocchiale anglicana risale al XIII secolo, ha avuto interventi di restauro nel XV secolo, all'inizio XVI secolo, negli anni sessanta del XIX secolo e attorno al 1910. Costruita in blocchi di pietra calcarea il tetto del presbiterio è in in ardesia e piombo. La chiesa anglicana appartiene alla diocesi di Salisbury e dall'11 settembre 1968 è considerata un monumento classificato di secondo grado per il suo particolare interesse storico e architettonico col numero 1262746.[6][7][8]
- Talboys. Si tratta di una casa indipendente edificata tra la fine del XIV e la metà XV del secolo, con l'ala est aggiunta nel 1876 e interamente restaurata nel 1899 dall'allora proprietario Adye di Bradford-on-Avon. La struttura in legno con pannelli di graticcio e argilla su plinto in pietra calcarea lavorata ha il tetto in ardesia, il camino in pietra con modanature. L'ingresso a due campate con ala a crociera a ovest. Si alza su due piani con mansarda e la facciata è a quattro finestre per piano. La porta è con assi e borchie in legno, il portale ad arco Tudor è posto all'interno di un portico a due falde del XIX secolo, gli infissi in legno sono a tre e quattro luci con colonnine a sinistra e le finestra nell'ingresso sono con sei luci a destra. Il primo piano ha infissi a quattro e cinque luci con colonnine, tutti con luci a cuspide e vetrate colorate verdi piombate. L'ala solare del XV secolo a destra presenta due finestre a battente a cinque luci al piano terra, un primo piano a travicelli con bovindo e finestre del 1876 ricavate in pennacchi tra rinforzi e assi di legno intagliate in modo decorativo. Dall'11 settembre 1968 è considerata un monumento classificato di primo grado per il suo particolare interesse storico e architettonico col numero 1262752.[9][10]
- Keevil Manor House, edificato tra il 1560 e il 1580. Si tratta di un edificio imponente, situato in una stradina laterale di Main Street. Keevil Manor House fu ampliato nel 1611, quando fu aggiunto un imponente portico a due piani. Nel parco della casa padronale si trovano 12 tassi, noti come i 12 apostoli. Passò poi alla famiglia Beach, che ne rimase residente fino al 1911, quando fu venduta in lotti separati.[5]
- RAF Keevil. Si tratta di un ex aeroporto della seconda guerra mondiale ancora utilizzato occasionalmente per l'addestramento dalla Royal Air Force e dall'Aeronautica Militare degli Stati Uniti d'America.[5]

## Geografia antropica
Oltre al villaggio principale è presente la frazione di The Strand. La strada principale che collega Trowbridge a Devizes attraversa l'estremo nord della parrocchia dove si trova il piccolo borgo di The Strand, un tempo noto come Horseshoes. Si pensa che il pub che si trova qui un tempo si chiamasse Horseshoes (da cui il vecchio nome) e che nel 1768 fosse The Carpenters Arms. Recentemente è conosciuto come The Lamb on the Strand.

## Economia

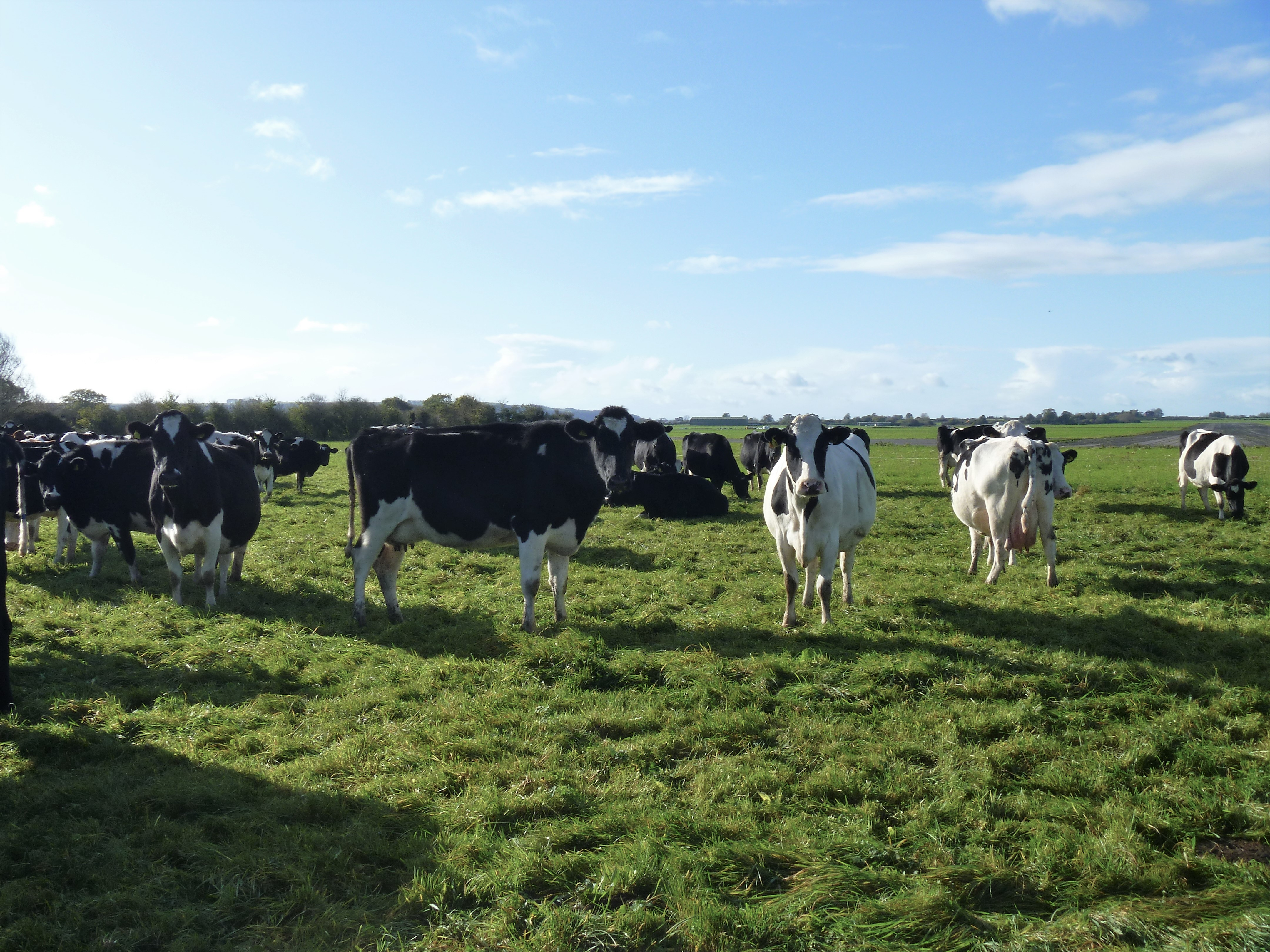
Allevamento di bovini

La storia economica di Keevil, come quella di molte parrocchie rurali, è incentrata sull'agricoltura. Nel 1600 a Keevil non esisteva un vero e proprio terreno comune e i campi comuni furono recintati nel 1795. Solo 44 acri della proprietà di Beach erano coltivati da proprietari terrieri e si trattava principalmente di grano e fagioli. Gran parte del resto dei terreni e delle piccole proprietà terriere erano stati riuniti per formare Westwood Farm, Longleaze Farm e Manor Farm. Nel 1801 la parrocchia contava 400 acri di campi coltivabili. Nel 1914 quasi tutti i terreni agricoli erano destinati all'allevamento di bovini da latte e la situazione è rimasta la stessa. Keevil era anche attiva nell'industria tessile, un fenomeno simile a quello di altri villaggi della zona. Il mulino Baldham, nella vicina Seend, era una gualchiera nel 1371, così come il mulino Bulkington nel XV secolo. Nel XV secolo erano presenti tessitori che vivevano a Keevil. Thomas Barkesdale è il nome più noto tra questi e il mulino Bulkington entrò in suo possesso nel 1502. Nel XVI secolo, tra i tessitori di Keevil figuravano Roger Winslow e John Smith. Alla fine del XVI secolo, Roger Blagden, un tessitore, viveva a Keevil e costruì Blagden House, una delle proprietà più importanti della parrocchia.